# NYC Mesh
NYC Mesh es una red física de enrutadores  interconectados y un grupo de entusiastas que trabajan  para apoyar la expansión  del proyecto como una red comunitaria inalámbrica, abierta y de libre acceso.  NYC Mesh no es un proveedor de servicios de Internet (ISP), aunque sí se conecta a Internet y ofrece acceso a Internet como servicio a sus miembros. La red incluye más de 1.000 nodos activos en los cinco distritos de la ciudad de Nueva York, con concentraciones de usuarios en el bajo Manhattan y Brooklyn.

## Objetivo
El objetivo de NYC Mesh  es construir  una red digital descentralizada a gran escala, propiedad de quienes la administran,  que eventualmente cubrirá toda la ciudad de Nueva York  y las áreas urbanas vecinas.
La participación en el proyecto proyecto se rige por su Licencia Network Commons.  Este acuerdo, parcialmente inspirado en una licencia similar utilizada por Guifi.net, enumera cuatro principios clave:
- Los participantes son libres de utilizar la red para cualquier propósito que no limite la libertad de otros para hacer lo mismo,
- Los participantes son libres de conocer cómo funciona la red y sus componentes,
- Los participantes son libres de ofrecer y aceptar servicios en la red según sus propios términos, y
- Al unirse a la red gratuita, los participantes aceptan extender la red a otros en las mismas condiciones.

Otros proyectos similares incluyen Freifunk en Alemania, Ninux en Italia, Sarantaporo.gr en Grecia, People's Open Network en Oakland, California, y Red Hook Wi-Fi en Brooklyn, Nueva York.

## Tecnología
Como muchas otras redes impulsadas por la comunidad, NYC Mesh utiliza tecnología de malla para facilitar la solidez y la resiliencia. NYC Mesh usaba anteriormente BGP para el enrutamiento dentro de la red, aunque se descubrió que era demasiado estático, por lo que se cambió la red para usar el enrutamiento OSPF.
La red se basa en una variedad de enlaces inalámbricos para conectar nodos individuales y secciones más grandes de la red. La mayoría de los nodos utilizan una antena direccional de largo alcance para el enlace ascendente a un concentrador junto con una antena omnidireccional de menor alcance que proporciona conexiones a otros nodos cercanos. Esta antena omnidireccional también incluye un enrutador y un conmutador de red de 5 puertos.
Desde el tejado, se extienden cables hasta cada apartamento, que cuenta con Wi-Fi desde un punto de acceso Wi-Fi interior. Cada nodo puede admitir hasta 4 apartamentos por sí solo, pero se puede actualizar para admitir más con equipo adicional.

## Historia
NYC mesh net se fundó en 2012 y  originalmente se basó en el protocolo Cjdns
NYC Mesh se conecta a Internet a través del punto de intercambio de Internet (IXP) DE-CIX en su primer supernodo, Sabey Data Center en 375 Pearl Street,  interactuando interactuando con empresas como Akamai, Apple, Google y Hurricane Electric.  Más tarde, se abrió otro supernodo en el techo del centro de datos DataVerge (anteriormente ColoGuard) en Industry City, Brooklyn 
El proyecto recibió un impulso impulso de membresía debido a la votación de la Comisión Federal de Comunicaciones de EE. UU. en diciembre de 2017 para derogar sus reglas de neutralidad de red de 2015 . Coincidiendo con esta decisión, el número promedio de solicitudes de registro de miembros por mes saltó de aproximadamente 20 a más de 400.  